# Gustavo Ospina
Gustavo Ospina – kolumbijski zapaśnik walczący w stylu wolnym. Dwukrotny medalista igrzysk boliwaryjskich, srebro w 1973 roku.